# ليام كيارني
ليام كيارني (بالإنجليزية: Liam Kearney)‏ (10 يناير 1983 في جمهورية أيرلندا - ) هو لاعب كرة قدم أيرلندي في مركز الوسط. شارك مع منتخب جمهورية أيرلندا تحت 17 سنة لكرة القدم ومنتخب جمهورية أيرلندا تحت 21 سنة لكرة القدم. أما مع النوادي، فقد لعب مع ديري سيتي ونادي شيلبورن ونادي كورك سيتي ونوتينغهام فورست وووترفورد يونايتد وDandenong Thunder SC ‏.

## وصلات خارجية
- ليام كيارني على موقع قاعدة بيانات كرة القدم.إي يو (الإنجليزية)